# 李景輝 (商人)
李景輝（英語：David Lee， 1981年—），NEX Team共同創辦人及行政總裁。

## 簡歷
李景輝出生於香港，中學畢業於荃灣官立中學，於2004年畢業於香港大學工商管理（資訊系統）及工程學（軟件工程）雙學位課程，大學畢業前一年與其他人成立Team and Concepts公司，領導一個有20人的團隊，開發Web2.0線上試算表程式「EditGrid」，該公司於2009年獲蘋果公司人才收購(Acqui-hiring)，團隊獲蘋果公司招攬並分別在美國及香港蘋果分部任職，而李景輝成為蘋果公司iWork辦公室軟體高級工程經理（Engineering Manager, iWork for iCloud），主力線上版iWork軟件開發。
2017年1月李景輝離職，同年5月與其他人創立公司NEX Team，並成為公司的行政總裁。其團隊NEX Team開發的籃球運動科學智能手機應用程式「HomeCourt （页面存档备份，存于）」。利用手機鏡頭測量用家打籃球的影像分析，並透過應用人工智能及iOS Core ML功能以協助用家改進球技，前NBA球星拿殊（Steve Nash）及林書豪等NBA球星都成為投資者之一。

## 另見
- 魏志豪，香港資訊科技界人士，曾於蘋果公司工作
- 黃岳永，香港資訊科技界人士，曾於蘋果公司工作

## 外部連結
- 李景輝 - David Lee香港名人網 （页面存档备份，存于）
- David Lee: From HKU to Silicon Valley （页面存档备份，存于）